# Przylesie (Lubin)
Przylesie – osiedle mieszkaniowe w Lubinie, położone w jego południowej części. Wybudowane w latach 70. XX wieku.
Granice osiedla wyznaczają: aleja Komisji Edukacji Narodowej na północy, ulica Józefa Piłsudskiego na wschodzie, ulica Legnicka na zachodzie i ogródki działkowe na południu. 

## Edukacja
Na terenie osiedla znajdują się następujące placówki edukacyjne:
- Szkoła Podstawowa nr. 9 im. Stefanii Sempołowskiej
- Szkoła Podstawowa nr. 10 im. gen. Władysława Sikorskiego
- Szkoła Podstawowa nr. 12 im. Czesława Niemena
- Społeczna Szkoła Podstawowa im. Rady Europy
- Przedszkole Miejskie Nr 11
- Przedszkole Miejskie Nr 12
- Przedszkole Miejskie Nr 14
- Przedszkole Miejskie Nr 15
- Zespół Szkół Nr 2 im. Jana Wyżykowskiego (Technikum Nr 2, III Liceum Ogólnokształcące, Branżowa Szkoła I Stopnia Nr 2)
- Niepubliczna Szkoła Podstawowa "Dar Losu"
- Publiczny Żłobek Nr 3

## Usługi

### Supermarkety / sklepy spożywcze
- Biedronka - ul. Szpakowa 4, ul. Wyszyńskiego 8, ul. Legnicka 65[1]
- Lidl - ul. Leśna 4[2]
- PoloMarket - ul. Leśna 1, ul. Szpakowa 2a[3]
- Społem - ul. Gajowa 2a (Alfa)[4], ul. Wrzosowa 2 (Omega)[5]
- Żabka - ul. Sportowa 28a, ul. Wyszyńskiego 16a, ul. Wronia 2b, ul. Pawia 2b, ul. Krucza 45, ul. Sowia 3a, ul. Żurawia 38a[6]
- Dino - ul. Żurawia 40[7]
- ABC - ul. Sokola 41a, ul. Sokola 28a, ul. Sokola 48a, ul. Wronia 4a, ul. Pawia 2b, ul. Sowia 6a, ul. Krucza 51a[8]
- Lewiatan - ul. Żurawia 29a[9]

### Urzędy pocztowe
- Urząd Poczty Polskiej - ul. Jastrzębia 6
- Urząd Poczty Polskiej - ul. Piłsudskiego 26
- Urząd Poczty Polskiej - ul. Krucza 30[10]

### Szpital
- Szpital Specjalistyczny CDT Medicus

### Ośrodki kultury
- Miejska Biblioteka Publiczna Filia nr 3 - ul. Żurawia 17
- Miejska Biblioteka Publiczna Filia nr 4 - ul. Jastrzębia 6[11]

### Gastronomia
- Pizzeria Pan Cogito - ul. Orla 34
- Karczma Chata Bida - ul. Sokola 75
- Restauracja Libańska Bejrut - ul. Orla 1a
- Domówka - ul. Sokola 33c
- Pizzeria "Na Rogu" - ul. Jastrzębia 9a
- AsiaSushi - ul. Leśna 23b

### Apteki
- Apteka Miedziowa - ul. Pawia 66
- Apteka Rycerska - ul. Jastrzębia 6
- Apteka Nova - ul. Wyszyńskiego 16a
- Apteka Prima - ul. Leśna 13a (w PoloMarkecie)
- Apteka Prima 2 - ul. Szpakowa 2a (w PoloMarkecie)
- Apteka Arnica - ul. Ptasia 57

## Zieleń i rekreacja
W południowo-zachodniej części Przylesia, między ul. Kwiatową, Wrzosową i Gajową znajduje się Park Leśny. Jest to park łączący walory przyrodnicze i rekreacyjne z edukacyjnymi. Po gruntownej restauracji w 2019 roku, w parku powstała wielka atrakcja dla dzieci - park linowy. Oprócz tego na terenie parku znajdują się liczne, stałe lub tymczasowe wystawy historyczne. W parku spacerowicze spotkają również wiele pomników przyrody w postaci dorodnych drzew. Wstęp do parku, jak i wszystkie atrakcje w nim zawarte są darmowe.
Między ul. Szpakową a Kruczą znajduje się skwer, na którym znajdują się figury postaci z komiksów z serii "Kajko i Kokosz" autorstwa Janusza Christy. Odwiedzający spotkają tu m.in. Kajka i Kokosza, Mirmiła i Lubawę czy Zbójcerzy. Na skwerze znajduje się również plac zabaw dla najmłodszych, fontanna z metalową figurą smoka Milusia oraz mini ścieżka zdrowia.
Między większymi skupiskami budynków mieszkalnych znajdują się mniejsze tereny zielone. Nie zabraknie również placów zabaw dla najmłodszych, miejsc odpoczynku, boisk sportowych, siłowni plenerowych itp.

## Religia

### Katolityzm
- Kościół Rzymskokatolicki pw. św. Maksymiliana Marii Kolbe - ul. Orla 32[14]
- Kościół Rzymskokatolicki pw. św. Jana Sarkandra - ul. Szpakowa 25[15]

### Protestantyzm
- Kościół Zielonoświątkowy "Na Leśnej" - ul. Leśna 6[16]
- Kościół Chrześcijan Baptystów - ul. Szpakowa 23[17]

### Świadkowie Jehowy
- Sala Królestwa Świadków Jehowy - ul. Sportowa 13[18]

## Komunikacja
Komunikacje z resztą Lubina oraz okolicznymi wsiami zapewniają darmowe autobusy komunikacji miejskiej w Lubinie. Przystanki na terenie osiedla to:
- Lubin Piłsudskiego - Kaufland
- LUBIN SPORTOWA
- Lubin Piłsudskiego - Las
- Lubin Piłsudskiego / Leśna (NŻ)
- LUBIN PRZYLESIE
- Lubin Leśna / Szpakowa
- Lubin Leśna / Wyszyńskiego
- Lubin Wyszyńskiego - Kościół
- Lubin Legnicka
- Lubin Przejście podziemne
- Lubin Kładka KEN

Połączenia z osiedla:
- 1: Sportowa <-> Ustronie / Szklary Górne / ZG Szyb Zachodni
- 2: Małomicka Las <-> Os. Krzeczyn
- 3A / 3B: Ustronie <-> Ustronie / Cmentarz Zacisze
- 4: Kłopotów / Osiek / Przylesie <-> Ustronie / Cmentarz Zacisze
- 5: Stadion - Zakłady / KGHM pętla <-> WPEC / Chróstnik / Krzeczyn Wielki
- 6: Miroszowice / Sportowa <-> ZG Lubin
- 7: Sportowa <-> Ustronie / Obora
- 104: Buczynka wieś <-> Ustronie / Cmentarz Zacisze
- 105: Bukowna pętla <-> KGHM pętla